# Jean Auguste Philibert Alexandre Lacordaire
Pour les articles homonymes, voir Lacordaire.
Ne doit pas être confondu avec Henri Lacordaire.
Jean Auguste Philibert Alexandre Lacordaire, dit Philippe Lacordaire, est un ingénieur et homme politique français orléaniste, né le 1er mai 1789 à Bussières (Haute-Marne) et mort le 24 juin 1860 à Paris.

## Biographie
Élève de l'école Polytechnique, puis de l'école des Ponts-et-Chaussées dont il sort ingénieur en 1812, il  est nommé à Gray. Son comportement pendant les Cent-Jours lui vaut d’être muté à La Réole avant de revenir à Gray en 1817 et d'être affecté à Saint-Étienne en 1822.
C'est le percement du souterrain de Pouilly-en-Auxois, et de ses puits d'aération, qui lui permet de découvrir des couches d'un calcaire pouvant produire un excellent ciment à prise rapide :
le « ciment romain de Pouilly-en-Auxois, fabrication Lacordaire ». Ce type de ciment a beaucoup été utilisé en travaux hydrauliques pour les ports de Boulogne, Calais, St Nazaire. L'exploitation du filon à Créancey s'est arrêtée vers 1880.
Entre 1824 et 1834, Il est affecté au canal de Bourgogne. Il fait la conception des barrages-réservoirs de Chazilly, Tillot et Grosbois pour l'alimentation en eau du canal de Bourgogne.
Il dirige le percement du souterrain de Pouilly-en-Auxois, sur point de partage du canal de Bourgogne entre 1826 et 1832.
En 1835, il est nommé ingénieur en chef des Ponts et Chaussées du département de la Haute-Saône. Il étudie la jonction de la Saône, de l'Aube, de la Marne et de la Meuse.
Il débute la construction du tunnel-canal de Saint-Albin en 1837 et réalise celui de Savoyeux de 1838 à 1843.
Il est président de la société d'agriculture, lettres, sciences et arts de la Haute-Saône, de 1839 à 1840.
Entre 1840 et 1847, Il étudie le projet du canal de l'Est.
En poste à Vesoul, il est député de la Haute-Saône de 1839 à 1842, siégeant dans la majorité qui soutient la monarchie de Juillet.
En 1842, après avoir été dénoncé pour ses liens avec des fournisseurs de chaux et de ciment, il est  affecté à Dijon. Il est nommé inspecteur divisionnaire des Ponts et Chaussées en 1847 et mis en retraite d'office l'année suivante.

## Sources
- « Jean Auguste Philibert Alexandre Lacordaire », dans Adolphe Robert et Gaston Cougny, Dictionnaire des parlementaires français, Edgar Bourloton, 1889-1891 [détail de l’édition]